# Меркурий в опасности
«Меркурий в опасности» или «Восход Меркурия» (англ. Mercury Rising) — американский фильм-драма, боевик и триллер 1998 года режиссёра Харолда Беккера, снятый по роману «Простак Саймон» Райана Дугласа Пирсона с Брюсом Уиллисом и Алеком Болдуином в главных ролях.

## Сюжет
Саймон Линч, девятилетний мальчик, страдающий аутизмом, нечаянно вскрыл секретный правительственный код «Меркурий», не поддающийся дешифровке. Саймон может читать код так же легко, как другие дети читают книги. Создатели, проверяя криптоустойчивость, опубликовали шифр в журнале, под видом обычной головоломки, зашифровали кодом телефонный номер и мальчик позвонил на него. Гениальные способности ставят под угрозу сам смысл существования новейшей разработки стоимостью миллиард долларов, особенно, если враги Соединённых Штатов узнают о необыкновенном мальчике и захватят его. Глава программы «Меркурий» Ник Кудроу приказывает устранить «угрозу безопасности страны», в результате чего от рук посланного им убийцы погибают родители Саймона. Мальчик, забившись в шкаф, чудом остаётся жив. Кудроу отправляет вслед за мальчиком своих наёмных убийц Питера Барелла и Шайа.
Сотрудника ФБР Арта Джеффриса привлекают к расследованию убийства в семье Линчей. За неудачу в последнем деле Арт был понижен в должности и считался в своём кругу параноиком. Он, разобравшись в деле, защищает мальчика от агентов АНБ и перевозит в госпиталь, но и их находят убийцы. Ему очень сложно найти общий язык с мальчиком, который замкнут в своём внутреннем мире. Подчиненные Кудроу криптоаналитики Дин Кранделл и Ник Педрански пытаются выступить против своего шефа, но он отдаёт приказ убить и их. Тем не менее Педрански успевает напечатать на пишущей машинке письмо в сенатскую комиссию изобличающее Кудроу превысившего полномочия. Агенты уничтожают письмо, но забывают, что в корзине осталась копирка с оттиском письма, которая становится уликой против полковника. В ФБР поначалу никто не верит Арту, кроме его старого знакомого Арта Джордана. Используя улику, Арту удаётся убедить руководство организовать ему прикрытие и вывести мальчика из под угрозы. В итоге в финальной схватке против него выступает сам Кудроу, но Арт расстреливает его на крыше небоскреба. Саймон переходит под программу защиты свидетелей и находит новую приёмную семью. Они остаются с Артом друзьями.

## В ролях
- Брюс Уиллис — Арт Джеффрис
- Алек Болдуин — Ник Кудроу
- Мико Хьюз — Саймон Линч
- Чи Макбрайд — Томми Джордан
- Ким Диккенс — Стэйси
- Кевин Конуэй — Ломакс
- Джон Линч — Мартин Линч
- Линдси Гинтер — Питер Баррелл, убийца
- Петер Стормаре — Шэй, убийца

## Производство
Фильм снимался преимущественно в Гайд-парке в Чикаго, штат Иллинойс, а также съёмки проходили в Стерджисе, Южная Дакота, в Вашингтоне, округ Колумбия и в Universal Studios в Калифорнии.
Чтобы помочь Мико Хьюзу лучше войти в роль, он был в тесном контакте с множеством детей, страдающих аутизмом, и с ним рядом находился детский психиатр Беннет Левенталь, заведующий кафедрой детской психиатрии Чикагского университета. Левенталь, будучи крупным специалистом по аутизму, после премьеры заявил, что даже он поверил в игру Хьюза.

## Критика
За исполнение роли в этом фильме (наравне с «Армагеддоном» и «Осадой») Брюс Уиллис получил награду «Золотая малина» в номинации «худшему актёру». Мико Хьюз, тем не менее, победил в категории «Лучшее исполнение в художественном фильме — ведущему молодому актёру», заслужив за этот фильм премию Молодой актёр 1999 года, исполнив роль Саймона.
Кинокритик Роджер Эберт дал этому фильму 2 из 4 звёзд, написав: «Меркурий в опасности — о самой сложной криптографической системе, известной человеку, и о персонажах значительно более неумных, чем кто-либо сидящий в аудитории. Находясь во тьме, наши разумы лениво играют с сюжетом, и мы выясняем, что надо делать, как надо делать и почему это надо делать, в то время как герои на экране беспомощно напрягаются в соответствии с требованиями формулы.» На Rotten Tomatoes картина получила рейтинг одобрения в 17 % на основе 35 обзоров.
Бюджет картины составил 60 млн долларов, она вышла в прокат 3 апреля 1998 года в США и 15 мая в Норвегии. Фильм собрал 10 104 715 долларов США в первую неделю показов в 2386 кинотеатрах. Общие его сборы составили 32 935 289 долларов в США и 60 172 000 долларов в остальном мире — суммарно 93 107 289 долларов США.